# ママドゥ・ニアン
ママドゥ・ハミドゥ・ニアン（Mamadou Hamidou Niang, 1979年10月13日 - ）は、セネガル・マタム出身の元同国代表サッカー選手。現役時代のポジションはFW。
2007年のセネガル年間最優秀選手である。

## クラブ経歴
ル・アーヴルACの下部組織に在籍するがトップデビューすることはなく、1999年にトロワACに移籍した。その後2003年に移籍したRCストラスブールでダニエル・リュボヤやミカエル・パジなどとともに活躍し、2005年にはリーグ・カップを獲得した。2005年に移籍したオリンピック・マルセイユではワントップ時にジブリル・シセをベンチに追いやるなど、指揮官の信頼を得た。2007-08シーズンには18得点で、カリム・ベンゼマに次ぐ得点ランク2位につけた。2004-05シーズンから4シーズン連続で二桁得点を挙げている。2009-2010シーズンはロリック・カナが移籍したためキャプテンを務めた。2009年8月8日、2009-10シーズン第1節のグルノーブル・フット38戦では開始2分に得点した。これはリーグ・アンの2009-10シーズン初得点となった。最終的に31試合に出場し17得点を記録し、得点王を獲得。マルセイユの優勝に大きく貢献した。しかしながら、シーズンオフには他チームへの移籍の希望を公にしていたこともあり、2010年8月、リーグ2節を終えた時点でフェネルバフチェSKへ移籍した。移籍金は推定800万ユーロ（8億8000万円）。2011年9月6日、カタールのアル・サッドに750万ユーロで移籍した。
　

## 代表経歴
2002年3月27日ボリビア代表との親善試合でセネガル代表として初キャップを記録。2004年、2006年、2008年のアフリカネイションズカップに出場した。

## 個人成績

### 代表での成績
出典
| セネガル代表 | 国際Aマッチ | 国際Aマッチ |
| 年           | 出場        | 得点        |
| ------------ | ----------- | ----------- |
| 2002         | 3           | 2           |
| 2003         | 6           | 0           |
| 2004         | 9           | 2           |
| 2005         | 6           | 1           |
| 2006         | 7           | 3           |
| 2007         | 4           | 4           |
| 2008         | 5           | 0           |
| 2009         | 1           | 1           |
| 2010         | 6           | 6           |
| 2011         | 4           | 0           |
| 2012         | 3           | 0           |
| 通算         | 54          | 19          |

## タイトル

### クラブ
RCストラスブール
- リーグ・カップ : 2005

オリンピック・マルセイユ
- リーグ・カップ : 2010
- リーグ・アン : 2009-10

フェネルバフチェSK
- スュペル・リグ : 2010-11

アル・サッド
- AFCチャンピオンズリーグ : 2011

### 個人
- リーグ・アン得点王 : 2009-10